# Dioxyde d'américium
Le dioxyde d'américium est un composé chimique de formule AmO2. C'est un solide cristallin de couleur noire qui se décompose à 1 000 °C. Il a une masse volumique de 11 680 kg/m3 et possède, à l'instar du dioxyde d'uranium UO2 ou du dioxyde de plutonium PuO2, la même structure cristalline que la fluorite CaF2.
L'américium est le seul élément chimique synthétique disponible commercialement : l'un de ses isotopes, l'américium 241, est en effet utilisé dans les détecteurs de fumée sous forme d'une charge de dioxyde d'américium 241 contenant 0,28 µg de ce radioisotope, où il sert de générateur de rayonnements ionisants.
L'américium 241 est également étudié comme source d'énergie dans les générateurs thermoélectriques à radioisotope à très longue durée de vie des sondes spatiales et des robots automatiques d'exploration planétaire : le dioxyde d'américium 241 possède en effet une puissance spécifique de 97 W/kg, avec une période radioactive de 432,2 ans — contre 390 W/kg et 87,74 ans pour le dioxyde de plutonium 238.